# 埃内斯托·佩雷斯
埃内斯托·佩雷斯（西班牙語：Ernesto Pérez，1970年9月5日—），西班牙男子柔道运动员。他曾代表西班牙参加1992年、1996年和2000年夏季奥林匹克运动会柔道比赛，其中1996年奥运会获得一枚银牌。